# Остерија Барцан (Венеција)
Остерија Барцан је насеље у Италији у округу Венеција, региону Венето.
Према процени из 2011. у насељу је живело 73 становника. Насеље се налази на надморској висини од 0 м.